# 1421 Esperanto
Az 1421 Esperanto (ideiglenes jelöléssel 1936 FQ) a Naprendszer kisbolygóövében található aszteroida. Yrjö Väisälä fedezte fel 1936. március 18-án, Turkuban. Nevét a Lazar Markovics Zamenhof által kifejlesztett nemzetközi nyelvről, az eszperantóról kapta.